# Карлаш Олексій Анатолійович
Олексі́й Анато́лійович Карлаш (1993—2019) — молодший сержант Збройних сил України, учасник російсько-української війни.

## Життєпис
Народився 1993 року в селі Розкопанці (Богуславський район, Київська область); 2008-го закінчив розкопанецьку школу. 2013 року закінчив Коледж ресторанного сервісу і туризму НУХТ. Працював кухарем виробництва — у ресторані «Готельний комплекс Русь».
Добровольцем пішов на війну 12 липня 2014-го, воював в 54-му батальйоні. Демобілізувався, працював в «Оксі таксі». У грудні 2018 року знову вирушив в зону боїв; молодший сержант, старший стрілець 3-го відділення 3-го взводу 6-ї роти, 2-й механізований батальйон 54-ї бригади. Загалом пройшов 3 ротації: річну та дві по пів року; останній контракт підписав 20 січня 2019-го.
19 червня 2019 року у вечірню пору під час обстрілу спостережного поста в районі міста Попасна, який вчинили терористи з СПГ-9 та іншого озброєння, зазнав важкого осколкового поранення голови. Удар був таким сильним, що розірвало захисного шолома, у коматозному стані був доправлений до Харківського військового шпиталю, де переніс тривалу операцію.
23 червня 2019-го вранці помер непритомним.
Уночі з 25 на 26 червня Олексія Богуславщина зустрічала живою колоною, стоячи на колінах. Його з квітами і свічками в руках провели до рідного порогу.
26 червня 2019 року похований у Розкопанцях.
Без Олексія лишились батько Анатолій Омелянович та мама Світлана Степанівна і двоє братів.

## Нагороди та вшанування
- Указом Президента України № 93/2020 від 18 березня 2020 року за «особисту мужність, виявлену у захисті державного суверенітету та територіальної цілісності України, самовіддане служіння Українському народу» нагороджений орденом «За мужність» III ступеня (посмертно)[3]
- 30 листопада 2019 в школі, котру закінчив Олексій, відкрито меморіальну дошку його честі[4]